# Bitter Automobile

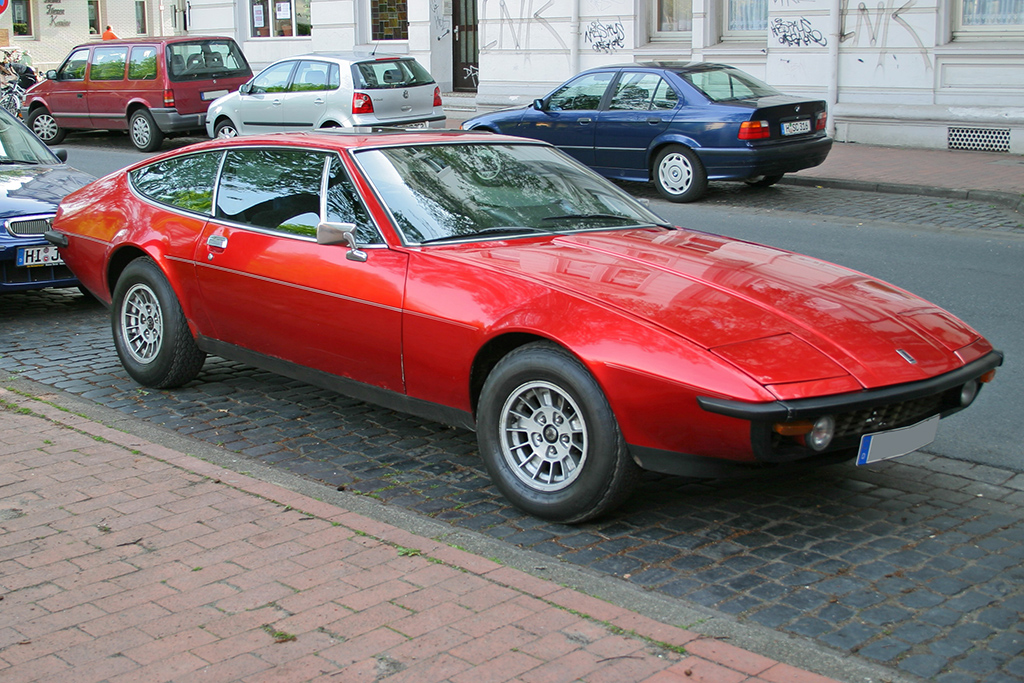
Bitter CD

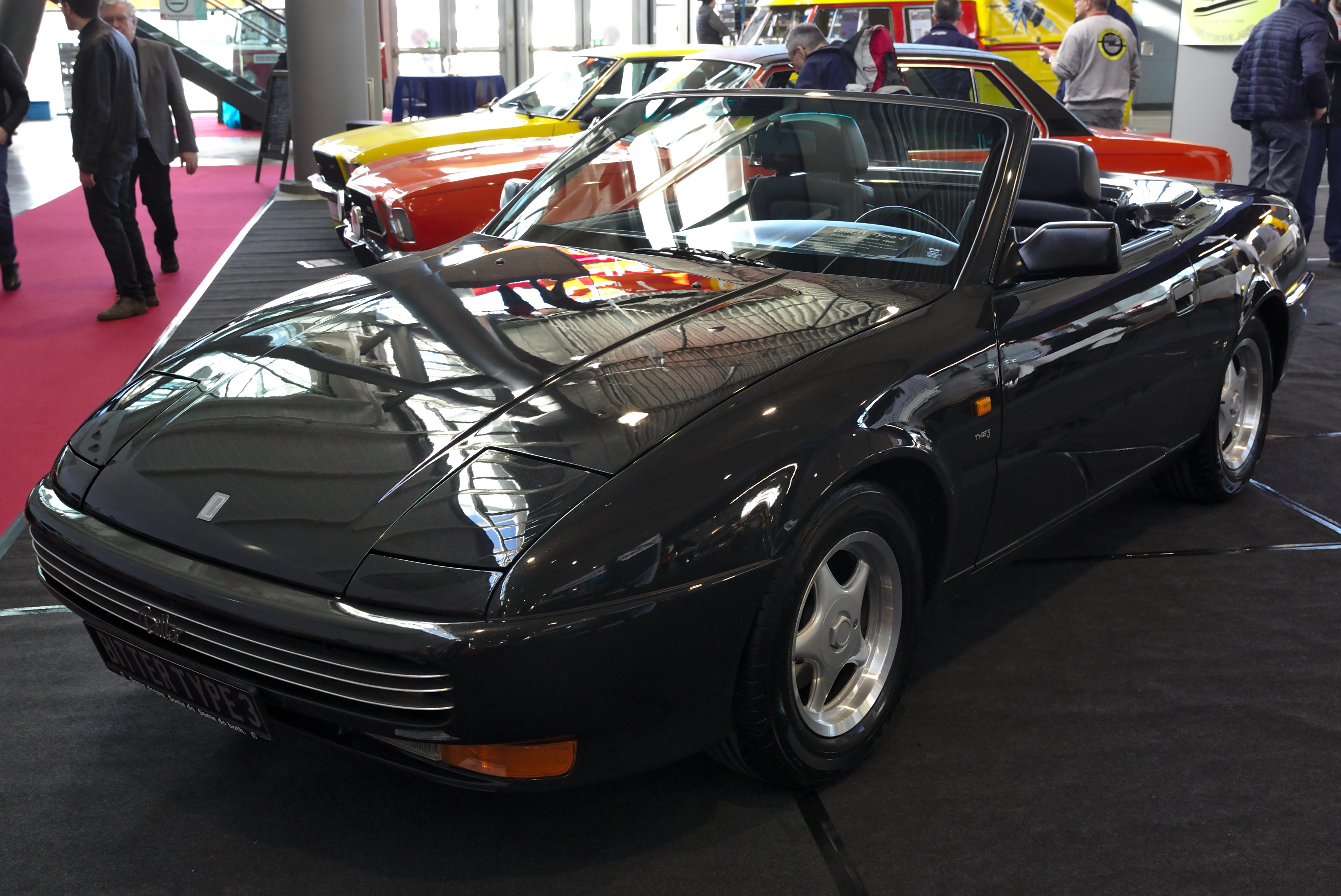
Bitter Type 3 Roadster

Společnost Erich Bitter Automobile GmbH (dříve Bitter GmbH & Co. KG) je výrobce luxusních vozidel na bázi General Motors se sídlem v Německu ve městě Ennepetal.

## Historie
Erich Bitter se narodil 11. srpna 1933 v Německu. Svoji kariéru započal jako profesionální cyklistický závodník, později přesedlal na závodní auta značek Ferrari a Porsche a stal se firemním závodníkem Abarth.

## Modely Bitter
- Bitter CD V8 5.4 (1972–1979 383 ks)
- Bitter CD V8 5.7 (1972–1977 12 ks)
- Opel Bitter Super Aero (1978 11 ks)
- Bitter GT (1983/1984 1 ks)
- Bitter SC Coupe (1980–1986 420 ks)
- Bitter SC Cabrio (1982–1986 25 ks)
- Bitter SC Spider (1982–1986 2 ks)
- Bitter SC Sedan (1984–1986 5 ks)
- Bitter SC 4WD Ferguson (1982–1986 6 ks)
- Bitter Type 3 Roadster (1987–1991 4 ks)
- Bitter Type 3 Diplomat (1989)
- Bitter Type 3 Berlina (1995 1 ks)
- Bitter Tasco (1990/1991 1 ks)
- Bitter GT 1 (1997/1998 2 ks)
- Bitter Vero V8-6.0 (2007– 6 ks)
- Bitter Vero Sport V8-6.2 (2009– 1 ks)
- Bitter Vero Campo (2009- léto)
- Bitter new 4x4 (2010)